# Conti di Hainaut
I conti di Hainaut sono stati i governatori della contea di Hainaut, una regione storica dei Paesi Bassi.

## Conti carolingi
- 843-870: probabilmente un conte lotaringio, insignito del titolo da Lotario I[1].
- 870-880: Engherrando I, conte di Gand, di Courtrai e di Tournai, infeudato dal re Carlo il Calvo che viene ad annettersi la Lotaringia.

Nell'880, per il trattato di Ribemont, la Lotaringia ritorna a Ludovico il Giovane, re di Germania, che mette Reginardo a capo della contea di Hainaut:
- 880-898: Reginardo I dal Lungo Collo, figlio di Gislebert di Maasgau. 
  - Nell'898, cade in disgrazia, e Sventibaldo gli riprende l'Hainaut per donarla a Sigardo.
  - Sposato a Hersinde o Albérade († dopo il 916).
- 898-920: Sigardo († 920)

Nel 911, la Lotaringia è di nuovo riannessa al regno dei Franchi Occidentali, ma Sigardo conserva la sua carica comitale.
- 920-925: Engherrando II, parente di Engherrando I.

Nel 925, la Lotaringia ritorna alla Germania, e Enrico l'Uccellatore nomina Reginardo II conte di Hainaut.

## Casato di Reginar
- 925-ap.932: Reginardo II, figlio di Reginardo I
- prima del 940-958: Reginardo III, figlio del precedente, esule in Boemia, morto nel 973.

Nel 958, Reginardo III, per essersi ribellato, viene esiliato dall'imperatore il quale s'impossessa dell'Hainaut, affidandola per metà a diversi signori :
- 958-964: Goffredo († 964), anche duca della Bassa-Lotaringia

| Conte di Hainaut (ridotto alla contea di Mons) - 964-973: Richer, anche duca della Bassa-Lotaringia - 973-973: Rinaldo - 973-974: Reginardo IV († 1013), figlio di Reginardo III. - 974-998: Goffredo I di Verdun - 998-1013: Reginardo IV († 1013), figlio di Reginardo III. sposato verso il 996 a Edvige di Francia (970 † 1013) - 1013-1039: Reginardo V († 1039), figlio del precedente sposato verso il 1015 a Matilde di Verdun - 1039-1045/8: Ermanno († 1049), figlio del precedente sposato prima del 1039 a Richilde di Egisheim |  | Conte di Hainaut (ridotto alla contea di Valenciennes) - 964-973: Amalrico - 973-973: Guarnieri - 973-974: Reginardo IV († 1013), figlio di Reginardo III. - 974-1006: Arnolfo - 1006-1035: Baldovino IV († 1035), conte di Fiandra - 1035-1045: Baldovino V († 1067), figlio del precedente, anche conte di Fiandra - 1045-1048: probabilmente Reginardo di Hasnon |

- 1045/8-1049: Ermanno († 1049), fu unico conte di Hainaut, avendo riunificato le contee di Mons e di Valenciennes, in quanto la moglie, Richilde di Egisheim, era figlia ed erede del conte di Valenciennes (forse Reginardo di Hasnon).
- 1049-1051: Richilde, succeduta al marito, in quanto i due figli minorenni erano stati avviati alla vita religiosa: Ruggero divenne, nel 1066, vescovo di Châlons, mentre la figlia Agnese, entrata in monastero, divenne suora.

## Dinastia delle Fiandre

Le armi primitive della contea di Hainaut

A partire dalla riunione delle contee di Fiandra e di Hainaut da parte di Baldovino V (1191), i conti porteranno le sole armi della Fiandra.

- 1051-1070: Baldovino I di Hainaut, figlio di Baldovino V delle Fiandre, divenne conte di Hainaut per diritto matrimoniale, avendo sposato la contessa Richilde; fu anche conte di Fiandra (Baldovino VI, dal 1067 al 1070)
- 1070-1071: Arnolfo, figlio del precedente; anche conte di Fiandra (Arnolfo III)
- 1071-1098: Baldovino II (1056 † 1098), fratello del precedente. Non riuscì a recuperare la Fiandra sotto Roberto I il Frisone
sposato nel 1084 a Ida di Lovanio (1077 † 1139), figlia del conte di Lovanio, Enrico II e di Adele di Betuwe (Gheldria)
- 1098-1120: Baldovino III (1088 † 1120), figlio del precedente
sposato nel 1107 a Iolanda di Gheldria, figlia di Gerardo I Flaminius, conte di Gheldria e di Wassemberg
- 1120-1171: Baldovino IV (1108 † 1171), figlio del precedente
sposato verso il 1130 ad Alix di Namur (1115 † 1169), ultima figlia di Goffredo, conte di Namur, e di Ermensenda di Lussemburgo
- 1171-1195: Baldovino V (1150 † 1195) diventa nel 1184 conte di Namur (Baldovino I) e nel 1191 conte di Fiandra (Baldovino VIII)
sposato nel 1169 a Margherita, figlia di Teodorico di Alsazia, conte di Fiandra.
- 1195-1202: Baldovino VI (1171 † 1205), conte di Fiandra (Baldovino IX) e imperatore latino di Costantinopoli (Baldovino I).
sposato nel 1186 a Maria di Champagne (1174 † 1204), figlia di Enrico I il Liberale, conte di Champagne e di Maria di Francia
- 1202-1244: Giovanna (1188 † 1244), figlia del precedente
sposata nel 1212 a Ferrando del Portogallo (1188 † 1233), poi nel 1237 a Tommaso II di Savoia (1199 † 1259), principe del Piemonte
- 1244-1280: Margherita I (1202 † 1280), sorella della precedente, contessa di Fiandra e di Hainaut dal 1244 al 1280. 
sposata nel 1212 (separata nel 1221) a Bouchard d'Avesnes (1182 † 1244), poi nel 1223 a Guglielmo II di Dampierre (1196 † 1231)

## Casa di Avesnes

Giovanni I portava queste armi quando diventa anche conte d'Olanda (1297). Vi si ritrova il leone olandese e il leone delle Fiandre.

- 1250-1257: Giovanni d'Avesnes (1218 † 1257), conte ereditiere di Hainaut, figlio di Bouchard d'Avesnes e di Margherita di Hainaut
sposato ad Adelaide di Olanda, figlia di Fiorenzo IV, conte d'Olanda e di Matilde di Brabante
- 1280-1304: Giovanni I di Hainaut (1247 † 1304), figlio del precedente, conte di Hainaut e d'Olanda (Giovanni II) 
sposato nel 1270 a Filippina di Lussemburgo (1252 † 1311), figlia di Enrico V, conte di Lussemburgo, e di Margherita di Bar
- 1304-1337: Guglielmo I di Hainaut (1286 † 1337), conte di Hainaut e di Olanda (Guglielmo III), figlio del precedente.
sposato nel 1305 a Giovanna di Valois (1294 †1342) figlia di Carlo di Francia, conte di Valois, e di Margherita d'Angiò
- 1337-1345: Guglielmo II di Hainaut (1307 † 1345), conte di Hainaut e di Olanda (Guglielmo IV), figlio del precedente.
sposato nel 1334 a Giovanna di Brabante, figlia di Giovanni III, duca di Brabante e di Limburgo, e di Maria d'Évreux

## Casa di Baviera

Queste armi furono portate dai conti di Hainaut della casa di Baviera. Vi si ritrovano le armi della Baviera.

- 1345-1356: Margherita II (1310 † 1356), contessa di Hainaut e di Olanda (Margherita I), sorella del precedente.
Sposata nel 1324 a l'imperatore Luigi IV di Baviera (1282 † 1347).
Suo figlio Guglielmo le contende le contee di Olanda e di Zelanda che lui abbandona nel 1354.
- 1356-1358: Guglielmo III di Baviera (1330 † 1388), conte di Hainaut e di Olanda (Guglielmo V) a partire dal 1356, figlio della precedente.
Sposato nel 1352 a Matilde di Lancaster (1335 † 1362), figlia di Enrico Plantageneto, I duca di Lancaster, e di Isabella di Beaumont.
- 1358-1404: Alberto I di Baviera (1336 † 1404), conte di Hainaut e di Olanda, fratello del precedente.
Sposato:
  1. a Margherita di Brieg (1342 † 1386), figlia di Luigi di Silésie-Liegnitz, duca di Brieg, e di Agnese di Goglau,
  2. nel 1394 con Margherita di Clèves (1375 † 1412), figlia di Adolfo I di La Mark, conte di Clèves e di Margherita di Juliers.
- 1404-1417: Guglielmo IV di Baviera (1365 † 1417), conte di Hainaut e di Olanda (Guglielmo VI), figlio del precedente e di Margherita di Brieg.
Sposato nel 1385 a Margherita di Borgogna, figlia di Filippo II l'Ardito, duca di Borgogna e di Margherita, contessa di Fiandra.
- 1417-1433: Jacqueline di Baviera (1401 † 1436), contessa di Hainaut e di Olanda, figlia del precedente.
Sposata nel 1418 a Giovanni IV di Borgogna (1403 † 1427), duca di Brabante, figlio di Antonio di Borgogna e nipote di Giovanni senza Paura.
Lei riconosce nel 1428 Filippo il Buono come ereditiere dei suoi domini, che lei gli cederà formalmente nel 1433.

## Casa di Borgogna

Filippo il Buono e Carlo il Temerario porteranno queste armi, nelle quali non vi si trova alcun simbolo di Hainaut. (Vi si trovano in cambio le armi di Fiandra, del Brabante e del Limburgo.)

- 1433-1467: Filippo il Buono  alias Filippo I di Hainaut
- 1467-1477: Carlo il Temerario  alias Carlo I di Hainaut
- 1477-1482: Maria di Borgogna alias Maria I di Hainaut o Massimiliano I d'Asburgo (Reggente 1482–1519)

## Sovrani dei Paesi Bassi
- Filippo il Bello (1482-1506) alias Filippo II di Hainaut
- Carlo V (1506-1555) alias Carlo II di Hainaut
- Filippo II di Spagna (1555-1598) alias Filippo III di Hainaut
- Arciduchessa Infante Isabella e Alberto (1598-1621) alias Isabella I & Alberto II di Hainaut
- Filippo IV di Spagna (1621-1665) alias Filippo IV di Hainaut
- Carlo II di Spagna (1665-1700) alias Carlo III di Hainaut
- Filippo V di Spagna (1700 - 1710) alias Filippo V di Hainaut
- Guerra di Successione di Spagna
- Carlo VI d'Asburgo (1711-1740) alias Carlo IV di Hainaut
- Maria Teresa (1740-1780) alias Maria II Teresa di Hainaut
- Giuseppe II d'Asburgo-Lorena (1780-1789) alias Giuseppe I di Hainaut
- Rivoluzione brabantina e Repubblica degli Stati Belgi Uniti (11 gennaio 1790 - dicembre 1790)
- Leopoldo II d'Asburgo-Lorena (1790-1792) alias Leopoldo I di Hainaut
- Francia (1792-1815) : scomparsa degli Stati dell'Ancien Régime

## Titolo onorifico nella casa reale del Belgio
Per regio decreto (12 giugno 1859) del re Leopoldo I del Belgio, il titolo di conte di Hainaut fu conferito alla nascita al principe Leopoldo, primo figlio maschio del proprio figlio ed erede, il futuro re Leopoldo II, allora duca di Brabante. Dopo la morte del nonno e l'ascesa al trono del padre nel 1865, il principe Leopoldo divenne duca di Brabante, ma conservò anche il titolo di conte di Hainaut. Su modello di questa prima creazione, il re Alberto I, con un regio decreto del 10 settembre 1930, decise di rendere canonico il titolo di conte di Hainaut per il primo figlio maschio dell'erede al trono (il duca di Brabante): «Articolo I. Il nostro amatissimo nipote, il principe Baldovino [...] porterà il titolo di conte di Hainaut. Questo titolo precederà quello di principe del Belgio. Articolo II. In futuro il figlio maggiore del duca di Brabante porterà sempre questo titolo. Lo abbandonerà quando a sua voltà prenderà quello di duca di Brabante». Poco prima della nascita della principessa Elisabetta, oggi duchessa di Brabante, primogenita del re Filippo, ma alla nascita nipote di Alberto II, quest'ultimo con un regio decreto (17 ottobre 2001) ha abolito quello del 10 settembre 1930. A differenza del titolo di duca di Brabante, quello di conte di Hainaut è infatti ritenuto troppo unilaterale in rapporto alla questione linguistica e comunitaria del paese.
- 1859-1865: Leopoldo (1° figlio di Leopoldo II) poi duca di Brabante (potenzialmente Leopoldo II di Hainaut)
- 1930-1934: Baldovino poi duca di Brabante, poi re dei Belgi (potenzialmente Baldovino VII di Hainaut)